# Estádio Saputo
O Estádio Saputo é um estádio localizado na cidade de Montreal, província de Quebec, no Canadá, tem capacidade para 19.000 pessoas, é usado principalmente para jogos de futebol, foi construído em 2008 no lugar da pista de treino de atletismo do Estádio Olímpico de Montreal, é a casa do Montreal Impact.